# 怠け者
| ウィキペディアには「怠け者」という見出しの百科事典記事はありません（タイトルに「怠け者」を含むページの一覧/「怠け者」で始まるページの一覧）。 代わりにウィクショナリーのページ「怠け者」が役に立つかもしれません。 |